# Partido Búlgaro Nacional-Socialista dos Trabalhadores
Partido Búlgaro Nacional-Socialista dos Trabalhadores (PNBNCT) (em bulgaro: Българска Национал-Социалистическа Работническа Партия) foi um partido de ideologia nazi com sede no Reino da Bulgária. 
Foi um dos grupos anti-semítas a surgir na Bulgária depois da subida ao poder de Adolf Hitler na Alemanha, juntamente com outras organizações onde se incluíam as União das Legiões Nacionais Bulgaras e a Ratnik. O partido foi fundado pelo doutor Hristo Kunchev (ou Kuntscheff) em 1932, o qual tinha estudado medicina em Berlim. O partido pretendia copiar o Partido Nazi adoptando o Programa Nacional-Socialista, a suástica e outros símbolos do partido alemão. De forma diferente dos seus concorrentes da extrema-direita, como a União das Legiões Nacionais Bulgaras a Ratnik, não tinha grande influência e era constituída por poucos membros. O partido publicava um jornal chamado de Attack!, semelhante ao Der Angriff de Joseph Goebbels. O PNBNCT seria dissolvido depois do Partido Comunista Búlgaro ter implantado a República Popular da Bulgária.